# Велика жупа Білогора
Велика жупа Білогора (хорв. Velika župa Bilogora) — адміністративно-територіальна одиниця Незалежної Держави Хорватії (НДХ), що існувала з 11 серпня 1941 до 8 травня 1945 року на території Хорватії. Адміністративним центром був Б'єловар. Складалася з трьох самоврядних міст, 6 (з 20 грудня 1941 — 7) районів і 52 громад (муніципалітетів). Назва походить від нагір'я Білогора.
Поділялася на котари (райони), які також називалися «котарські області» (хорв. kotarske oblasti) і збігалися в назві з їхніми адміністративними центрами. Спочатку велика жупа Білогора складалася із шістьох котарських областей, а з приєднанням 20 грудня 1941 року району Грубишно-Полє мала такий склад:
- Б'єловар
- Чазма
- Гарешниця
- Грубишно-Полє
- Джурджеваць
- Копривниця
- Крижевці

Крім того, в окремі адміністративні одиниці було виділено міста Б'єловар, Копривницю і Крижевці.
Цивільною адміністрацією у великій жупі керував великий жупан (довірена центральної влади), якого призначав поглавник (вождь) Анте Павелич. Цю посаду спочатку обіймав Іван Старчевич (хорв. Ivan Starčević), потім — Іван Сімеон (хорв. Ivan Simeon), а останнім великим жупаном Білогори був Йосип Баришич (хорв. Josip Barišić).
Основними галузями господарства великої жупи були скотарство і птахівництво.
У Б'єловарі у 1941—1943 рр. виходив політично-просвітницький тижневик «Білогора», який особливу увагу зосереджував на поточних подіях у політичному, економічному та культурному житті хорватського суспільства, передовсім на теренах великої жупи Білогора.